# Scott Hassan
Scott Hassan (San Francisco, 1970) è un informatico statunitense noto come il "terzo fondatore di Google".

## Biografia
Fu il principale programmatore del motore di ricerca originale di Google, allora noto come BackRub. All'epoca era assistente di ricerca alla Stanford University. Hassan se ne andò prima che Google fosse ufficialmente fondata come azienda. Nel 1998 ha acquistato 160.000 azioni di Google per $ 800, che nel 2021 valevano oltre 13 miliardi $. Nel 1997 ha fondato FindMail, poi ribattezzato eGroups.com, un sito web per la gestione di elenchi di posta elettronica. La società è stata acquistata da Yahoo! per $ 432 milioni in un accordo azionario ed è diventato Yahoo! Gruppi. Nel 2006 Hassan ha avviato Willow Garage, un laboratorio di ricerca robotica e un incubatore tecnologico. L'organizzazione ha creato la suite di software di robotica open source ROS (Robot Operating System). Willow Garage è stato chiuso all'inizio del 2014.
Hassan ha sposato la consulente e sviluppatrice web Allison Huynh nel 2001. Si sono conosciuti tramite amici comuni a Stanford e hanno avuto tre figli. Nel 2014 Hassan ha deciso di divorziare e nel 2021 sono andati in causa per la divisione dei beni.